# Visakha Wijeyeratne
Visakha Wijeyeratne (en cingalés: విశాఖ විජයරත්න, née Bulankulame, Colombo, 15 de marzo de 1935-Kandy, 13 de abril de 1999) fue una pintora, escultora, escritora y trabajadora social cingalesa.

## Biografía
Sus primeros años los pasó en gran parte en Anuradhapura.
Pertenecía a una familia importante de Sri Lanka. Su marido, con el que tuvo una hija y un hijo, era político, diplomático y hombre de negocios; y su padre era un conocido médico.
Estudió en el convento de la Sagrada Familia de Bambalapitiya y en el Newstead Girls College. Más tarde, estudió agricultura, arte e hisotoria del arte e idiomas y vivió un tiempo en San Galo, Suiza, donde se interesó por el bordado.
A su vuelta, quiso revivir el bordado tradicional esrilanqués con la ayuda de Ananda Coomaraswamy.